# Klambir
Klambir is een bestuurslaag in het regentschap Deli Serdang van de provincie Noord-Sumatra, Indonesië. Klambir telt 5222 inwoners (volkstelling 2010).